# Nähmaschinenmuseum am Pilgersteg

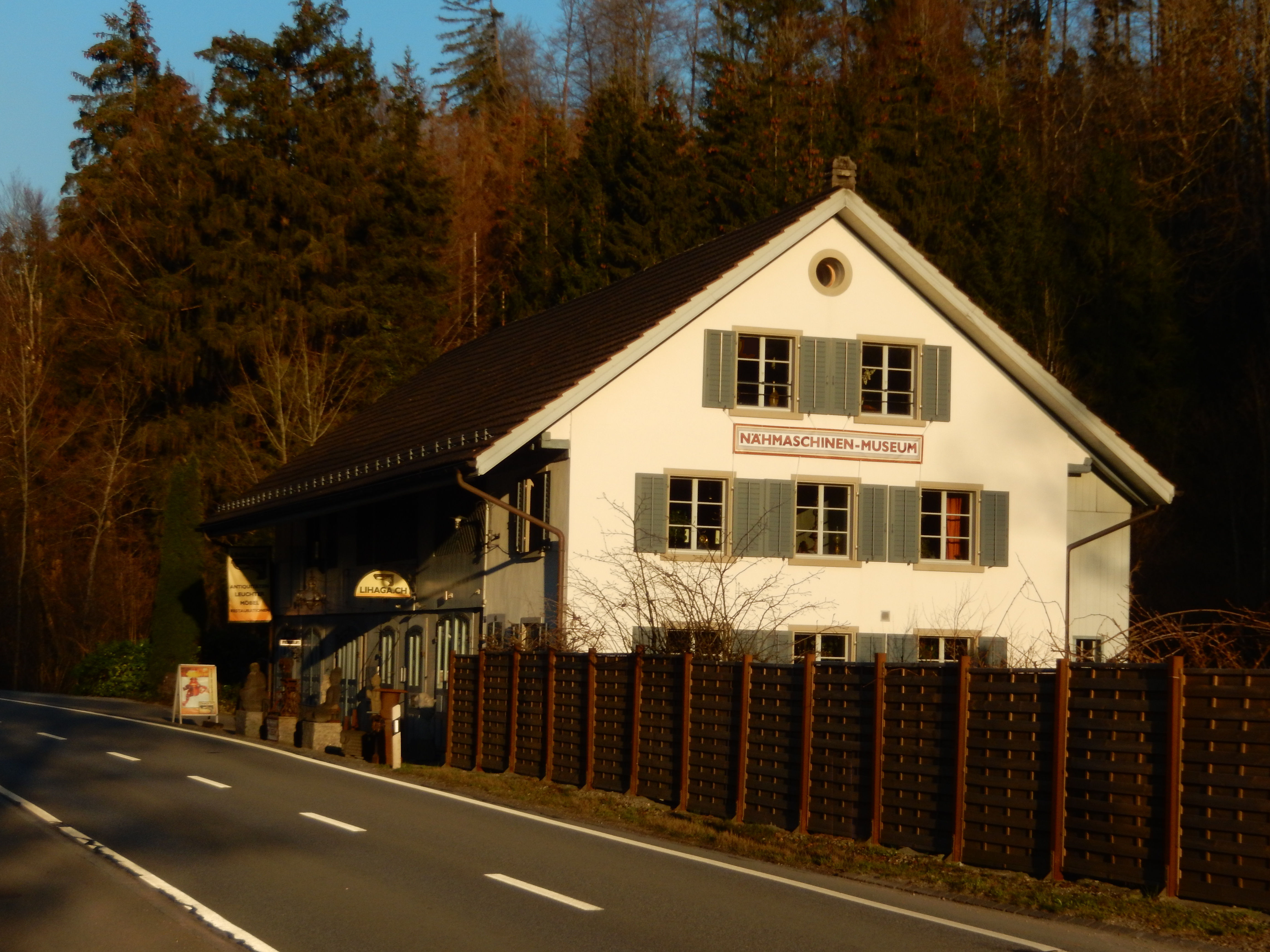
Aussenansicht des Museums

Das Nähmaschinen-Museum am Pilgersteg ist ein Technikmuseum in Dürnten und eine Zürcher Gedächtnisinstitution. Das Museum, das die Geschichte der mechanischen Nähmaschine aufzeigt, befindet sich im alten Remisen-Gebäude der denkmalgeschützten Fabrikanlage „Pilgersteg“ im Grundtal zwischen den Orten Rüti und Wald.

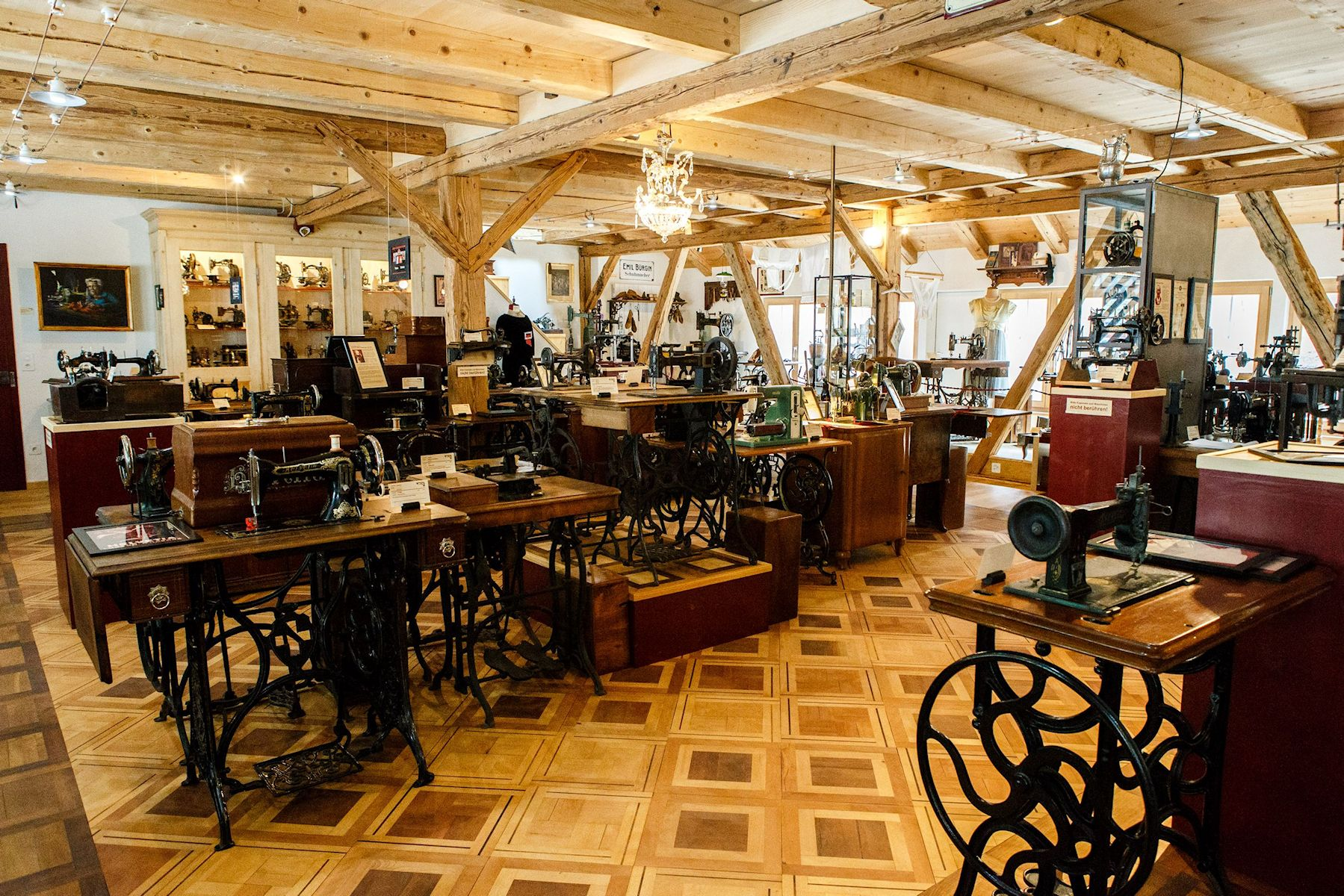
Innenansicht

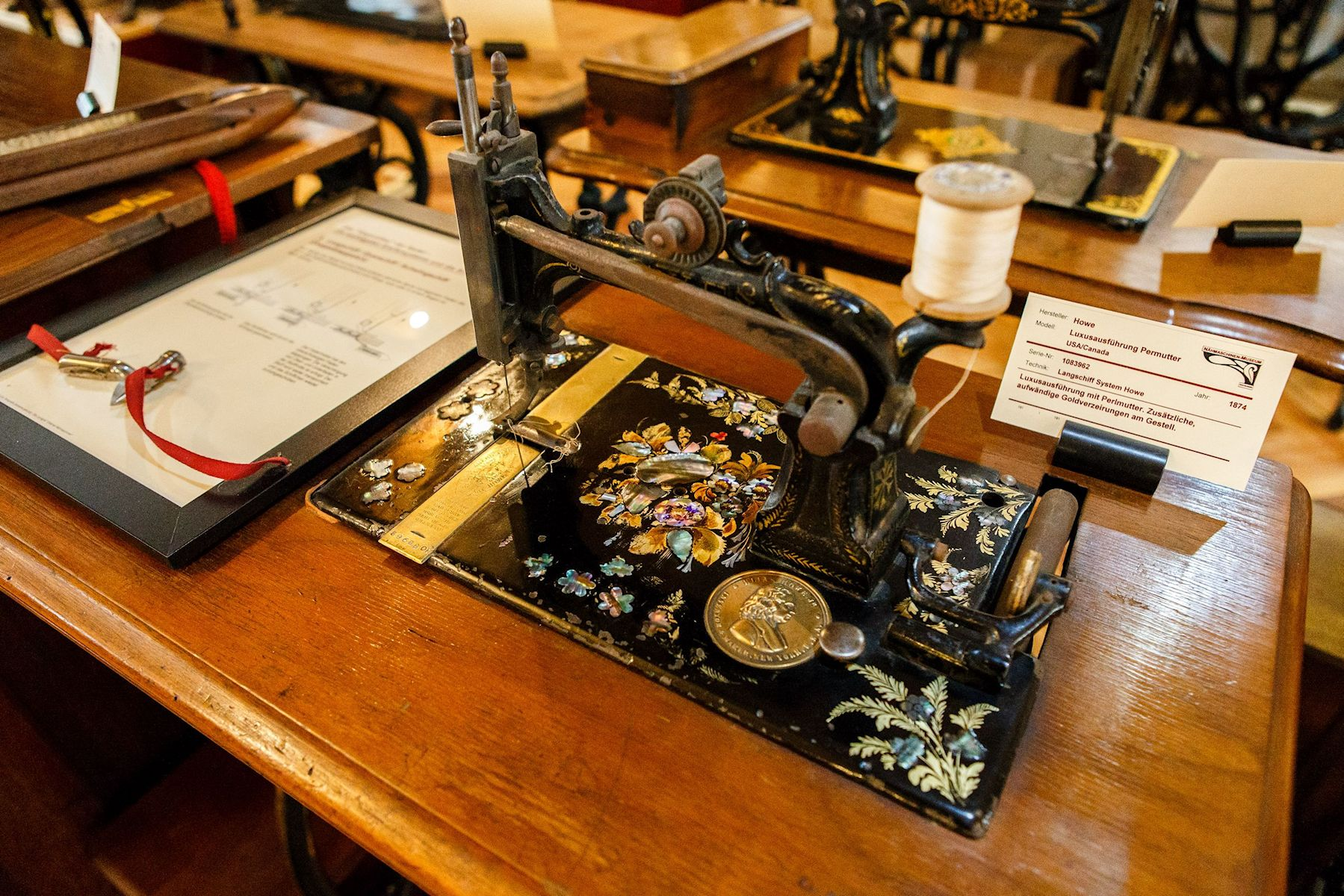
Luxusmodell von Howe mit Perlmutt aus dem Jahr 1874

Gezeigt werden mehrere Hundert antike Nähmaschinen, Zubehörteile und Objekte aus verwandten Gebieten. Den Grundstock des Museums bildet die Sammlung von Roni Schmied. Das von Roni Schmied und seinem Partner Tino Jaun aufgebaute Museum wurde im Frühjahr 2013 eröffnet.
Die Exponate geben die gesamte historische und technische Entwicklung vom Ende des 18. Jahrhunderts bis zur Neuzeit wieder. Thematisch ist die Ausstellung nach historischen Gesichtspunkten aufgebaut. Auch werden verschiedene Herkunftsländer und die unterschiedlichen Einsatzbereiche wie Haushalt, Spielzeug und Industrie berücksichtigt.